# Kumara Sinha
Kumara Sinha (+ 1638) fou rei d'Uwa (o Uva), fill de Senarat i de Dona Catherina, i germà de Raja Sinha II.
El 1628 el rei Senarat la va erigir en un regne pel seu fill Kumara Sinha que el va administrar fins al 1635, i a la mort del pare fou rei, però supeditat al germà Raja Sinha II que governada a Senkadagala, al que aquesta posició superior havia correspost per sorteig. El 1929 una expedició del príncep Kumara Sinha va sortir de Uwa i va atacar territori portuguès durant un mes, sense que els lusitans poguessin sortir de les posicions fortificades per manca de recursos.
Kumara Sinha va morir el 1638 i Raja Sinha II va prendre possessió del seu principat d'Uwa sense compartir res amb el seu germà Wijaya Pala (Vijayapala) de Matale, com aquest demanava. Això va empènyer a Wijaya a la guerra (setembre de 1638) però Wijaya, que disposava de 8000 homes, fou derrotat i fet presoner, quedant en residència vigilada a Senkadagala. El regne d'Uwa (o Uva) va quedar unit en endavant al de Uda Rata.